# Hijikata Toshizō
Hijikata Toshizō (土方歳三?) (31 de mayo de 1835—20 de junio de 1869) fue un rōnin y segundo al mando del Shinsengumi, una agrupación militar japonesa que resistió durante la Restauración Meiji. 

## Comienzos
Hijikata Toshizō Yoshitoyo nació en lo que hoy en día es Hino, un suburbio de Tokio, Japón. Era el menor de seis hermanos y su padre, un campesino, murió poco después de su nacimiento. Su madre también fallece cuando era un niño pequeño quedando a cargo del hermano mayor de la familia y su esposa. 
De complexión pequeña, fue malcriado desde pequeño y considerado en su momento como un niño "malo" para cualquier persona exceptuando a su familia y amigos. Esto cambia cuando es testigo del seppuku (suicidio ritual) de un espadachín de 21 años proveniente del clan Aizu. Cuando Hijikata presenció el funeral de este hombre, supuestamente lloró en público.
Hijikata pasó su juventud vendiendo la medicina que elaboraba su familia (Ishida Sanyaku, para tratar heridas como moretones y huesos rotos) mientras que al mismo tiempo se dedicó a practicar kenjutsu de manera autodidacta. Su cuñado, Satō Hikogorō, estaba a cargo de un dojo Tennen Rishin-ryu en Hino. A través de él, Hijikata conoció al que luego se convertiría en comandante del Shinsengumi: Kondō Isami, y fue entonces formalmente inscripto en 1859.

## Período Shinsengumi
En 1863, junto a Kondō Isami formaron el Shinsengumi. Kondō junto a otros dos hombres, Serizawa Kamo y Niimi Nishiki, se convirtieron en líderes del grupo y Hijikata sirvió en la fuerza como segundo al mando. El Shinsengumi era un escuadrón de policía especial en Kioto que luchaba con los aliados a Matsudaira Katamori, Daimyō de Aizu.
Pero Serizawa y Niimi comenzaron a luchar, beber y realizar actos extorsivos en Kioto, lo que empañó la reputación del Shinsengumi y le hizo al grupo ganar el sobrenombre de "Mibu-ro." Hijikata tenía pruebas suficientes en contra de Niimi por este tipo de actitudes y le ordenó realizar el seppuku. Serizawa y sus seguidores fueron asesinados y Kondō se convirtió en el único líder del Shinsengumi junto a Yamanami Keisuke y Hijikata como su segundo al mando. 
El grupo creció a 140 hombres, lo que incluyó un número importante de campesinos y mercaderes quienes se perjudicarían si el Shogunato Tokugawa era derrocado. Las regulaciones establecidas por el Shinsengumi dentro de Kioto eran estrictamente controladas y Hijikata era conocido por ser muy duro en el cumplimiento de las mismas utilizando para ello su habilidad con la espada llamada Kanesada. De esto proviene su sobrenombre, "El demonio del Shinsengumi". Dentro del Shinsengumi mismo las reglas eran muy estrictas. Los desertores y traidores eran forzados a realizarse la muerte ceremonial mediante seppuku. Esto le sucedió a Yamanami (uno de los amigos más antiguos de Hijikata) cuando intentó dejar el Shinsengumi en 1865.
Junto al resto del Shinsengumi, Hijikata se convirtió en hatamoto (samurai de oficio exclusivo para el clan Tokugawa) en 1867. Se le concedió el rango de yoriai (yoriai-kaku (寄合格?)) a comienzos de 1868.

## Muerte

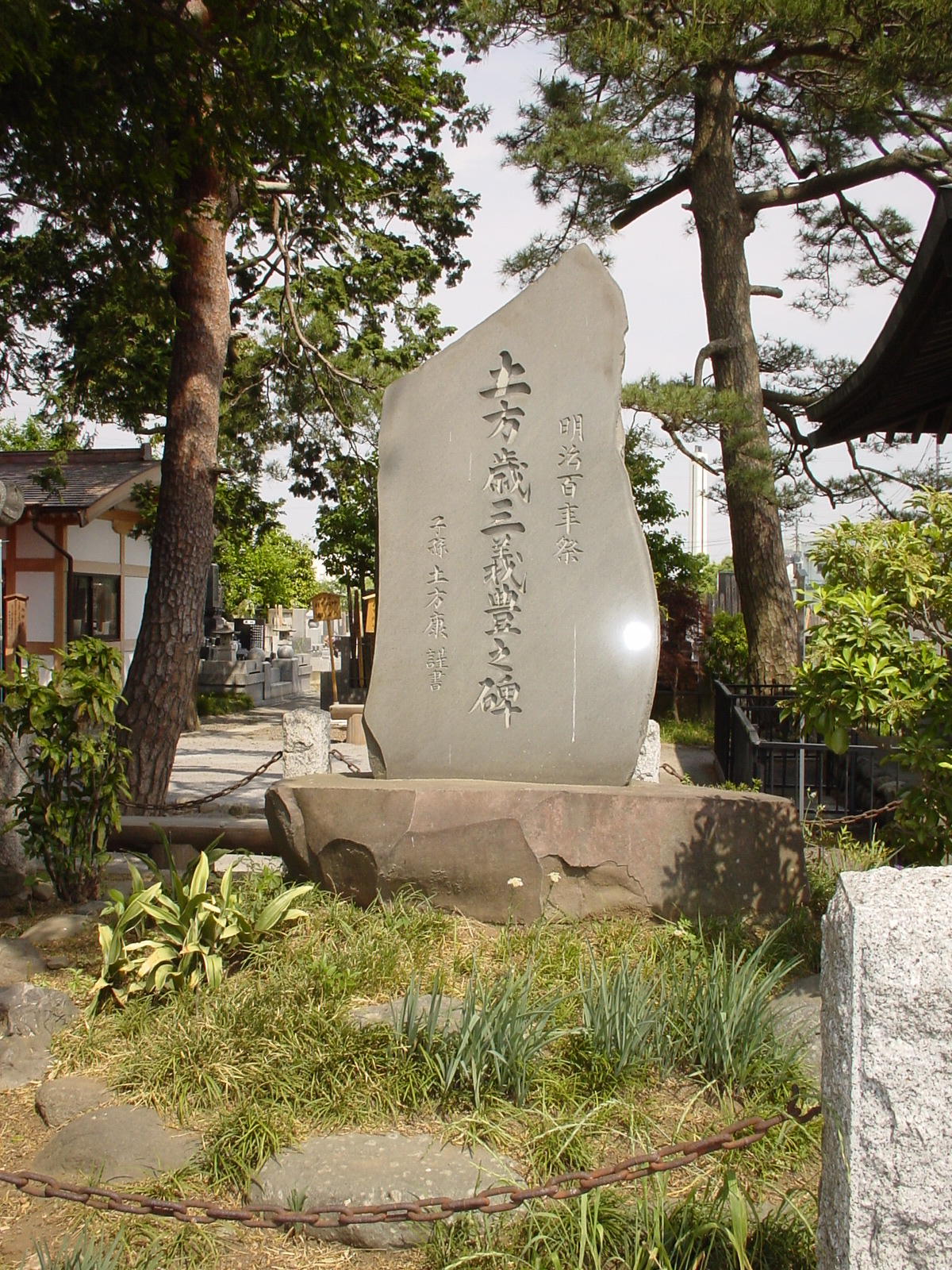
Monumento homenaje en el Templo Ishida.

Luego de que Kondō se rindiese al Ejército Imperial y fuese ejecutado el 17 de mayo (Calendario lunar, 25 de abril) de 1868, Hijikata lideró al Shinsengumi en sus batallas finales contra el nuevo régimen. Luego de pasar un tiempo en Aizu se dirigió hacia Sendai, en donde se unió a la flota de Enomoto Takeaki. En Hakodate, obtuvo el puesto de viceministro de la Armada en la nueva República de Ezo. Sabía que estaba perdiendo la batalla y le dijo al médico Matsumoto Jun:

"No voy a la batalla para ganar. Con el gobierno Tokugawa a punto de caer, sería una desgracia  que nadie esté dispuesto a caer con ellos también. Esto es lo que tengo que hacer. Lucharé la mejor batalla de mi vida o moriré por mi país."
Hijikata Toshizō

El  20 de junio (según el calendario lunar, el 11 de mayo) de 1869 muere en combate en Hakodate mientras se encontraba a caballo y es alcanzado por una bala que destroza la parte baja de su espalda. Se desconoce el lugar en donde fue enterrado, pero un monolito se  encuentra actualmente cerca de la Estación Itabashi en Tokio, cerca de la de Kondō Isami.

## Hijikata en ficción
Hijikata tiene su protagonismo en varios trabajos de ficción como la película de 1999 Gohatto (rol interpretado por Takeshi Kitano), en la versión de NHK de 2004 Shinsengumi! (incluyendo un capítulo propio para el personaje: Shinsengumi! Hijikata Toshizō Saigo no Ichinichi). También lo hace en la serie de TV Shinsengumi Keppuroku, interpretado por Hiroaki Murakami. Una película biográfica sobre Hijikata apareció en 2021 con el título de "Moeyo Ken" - que sigue la novela del mismo nombre de Shiba Ryotaro - protagonizada por Junichi Okada en el papel de Hijikata y dirigida por Masato Harada. En inglés, la película se tituló "Baragaki: Unbroken Samurai". Además también fue interpretado por el actor y músico japonés Mitsuhiro Oikawa, en la película Izo de 2004 dirigida por Takashi Miike.
En manga y anime es representado en varias obras: Peace Maker Kurogane, Golden Kamuy, Ao No Miburo, Kaze Hikaru (solo manga), el manga de Morita Kenji, Getsumei Seiki, el de Mibu Robin, Baragaki ("Demonio rojo"). Junto a otros miembros del Shinsengumi, tiene su aparición en el manga yaoi Soshite Haru no Tsuki y en el manga y anime Shura no Toki, conjuntamente con su OVA Toshizō - Shiro no Kiseki. También tiene su participación en el anime Bakumatsu Kikansetsu Irohanihoheto. La mangaka Saitou Misaki le dedica una serie de 5 tomos, llamada Hinata no ookami donde es el protagonista de una crónica realista del Shinsengumi. Y en el anime y manga Gintama, tiene un personaje con su mismo nombre donde forma parte del Shinsengumi, parodia de la organización con el mismo nombre. En el manga Drifters de Kouta Hirano, forma parte de los Offscourings (personajes históricos que murieron en circunstancias poco ortodoxas y violentas) que sirven al Rey Negro. 
También se hace referencia a este personaje en el anime y videojuego llamados Hakuouki Shinsengumi Kitan donde él es el vicecapitan o segundo al mando.
Otra referencia la encontramos en el manga y anime de Hideaki Sorachi: Gintama, lo encontramos como un adicto a la mayonesa y una víctima constante de los incesantes ataques de asesinato de Okita. Tiene un carácter muy fuerte y es uno de los pocos "cuerdos" de la serie
Inclusive se le nombra en Rurouni Kenshin, por Hajime Saito. A vísperas de comenzar su primer enfrentamiento con Kenshin, en la serie de 95 capítulos, (más precisamente en el episodio 30), Luego de que Saito arremetiera un feroz golpe vertical contra Kenshin, le dice: No hay ángulo muerto en el Hiratzuki, creado por el genio de la estrategia "Hijikata Toshizō", el líder suplente del grupo Shinsen, mi Gatotsu es aún mejor...
En el videojuego para móviles Fate/Grand Order Hijikata es un servant de la clase Berserker.
Hijikata también aparece en el manga Chiruran: Shinsengumi Requiem.
Actualmente, en el anime (Geno studio) y manga (Satoru Noda) Golden Kamuy, que comenzó a trasmitirse el 9 de abril de 2018, aparece Hijikata y otros miembros del  Shinsengumi, ya con una edad avanzada. El manga, estrenado en agosto del 2014, cuenta con 13 volúmenes.